# Heavy Metal Maniac
Heavy Metal Maniac è il primo album, realizzato nel 1983, del gruppo musicale Exciter.
Originariamente pubblicata come demo con il titolo WWIII Heroes, è stato poi pubblicato poco dopo come un normale album con l'attuale titolo dalla Shrapnel Records. La versione europea è stata commercializzata nel 1986 dalla Roadrunner Records.
Nel 2005 la Megaforce Records lo ha ristampato aggiungendo due bonus track e delle interviste.

## Tracce
1. The Holocaust - 1:42
2. Stand Up and Fight - 2:49
3. Heavy Metal Maniac - 3:53
4. Iron Dogs - 6:07
5. Mistress of Evil - 5:21
6. Under Attack - 4:23
7. Rising of the Dead - 3:38
8. Black Witch - 7:11
9. Cry of the Banshee - 3:56

### Bonus ristampa
1. World War III
2. Evil Sinner
3. Interview # 1A: Dan Beehler, John Ricci
4. Interview # 1B: Dan Beehler, John Ricci
5. Interview # 2: John Ricci with Jim Hurcomb

## Formazione
- John Ricci - chitarra
- Allan Johnson - basso
- Dan Beehler - batteria, voce